# Australaena
Australaena is een geslacht van spinnen uit de  familie van de Anyphaenidae (buisspinnen).

## Soorten
- Australaena hystricina Berland, 1942
- Australaena zimmermani Berland, 1942